# Awaous guamensis
Awaous guamensis е вид лъчеперка от семейство Попчеви (Gobiidae).

## Разпространение
Видът е разпространен във Вануату, Гуам, Нова Каледония, Северни Мариански острови и Фиджи.